# Lascoria nivea
Lascoria nivea là một loài bướm đêm trong họ Noctuidae.